# Roberto Saad
Roberto Saad, né le 3 juin 1961 dans la province de Tucumán, est ancien joueur de tennis argentin.

## Palmarès

### Titres en double (2)
| No | Date       | Nom et lieu du tournoi     | Catégorie    | Dotation  | Surface      | Partenaire    | Finalistes                | Score         |  |
| -- | ---------- | -------------------------- | ------------ | --------- | ------------ | ------------- | ------------------------- | ------------- |  |
| 1  | 18-04-1988 | Seoul Open Séoul           |              | 93 400 $  | Dur (ext.)   | Andrew Castle | Gary Donnelly Jim Grabb   | 6-7, 6-4, 7-6 |  |
| 2  | 02-08-1993 | Philips Head Cup Kitzbühel | World Series | 375 000 $ | Terre (ext.) | Juan Garat    | Marius Barnard Tom Mercer | 4-6, 6-3, 3-6 |  |

### Finales en double (2)
| No | Date       | Nom et lieu du tournoi                              | Catégorie    | Dotation  | Surface      | Vainqueurs                   | Partenaire      | Score         |  |
| -- | ---------- | --------------------------------------------------- | ------------ | --------- | ------------ | ---------------------------- | --------------- | ------------- |  |
| 1  | 23-12-1985 | Melbourne Outdoor Melbourne                         | Grand Prix   | 80 000 $  | Gazon (ext.) | Darren Cahill Peter Carter   | Brett Dickinson | 7-6, 6-1      |  |
| 2  | 09-08-1993 | Campionati Internazionali di San Marino Saint-Marin | World Series | 275 000 $ | Terre (ext.) | Daniel Orsanic Olli Rahnasto | Juan Garat      | 6-4, 1-6, 6-3 |  |

### Autres performances
- Demi-finale en double à l'Open d'Australie 1988 avec Andrew Castle